# 埃尔卡拉斯卡莱霍
埃尔卡拉斯卡莱霍，是西班牙埃斯特雷马杜拉巴达霍斯省的一个市镇。总面积13平方公里，总人口69人（2001年），人口密度5人/平方公里。